# 定军山 (1905年电影)
《定军山》是中国的第一部自摄的电影，也是中国第一次尝试拍摄的影片。清光绪三十一年（1905年）播出。由著名的“谭派”京剧创始人谭鑫培扮演主角黄忠，导演任庆泰，摄影刘仲伦。影片以传统京剧定军山为题材，拍摄了“请缨”、“舞刀”、“交锋”等场景。影片利用阳光在北京丰泰照相馆中院的露天场地上拍摄（今南新华街小学原址），共摄三日，录制影片黑白三本。
现已无电影拷贝，只保存有一张剧照。成为中国电影史上的第一部短片电影，也是第一部戏剧片。而后戏剧片流行于中国南北，谭鑫培又主演了《长坂坡》片段。北京丰泰照相馆继而拍摄了《青石山》、《艳阳楼》、《收关胜》、《白水滩》、《金钱豹》等戏剧片段。先后在大栅栏大观楼影戏园以及东安市场的吉祥戏院放映，创造了“万人空巷来观之势”。

## 诞生过程
1905年，北京丰泰照相馆及大观楼影戏园老板任庆泰痛感“所映影片，尺寸甚短，除滑稽片外，仅有戏法与外洋风景”，动了自己拍片的念头。适逢京剧老生表演艺术家谭鑫培60寿辰，对此对任庆泰的想法表示支持。于是任庆泰从东郊民巷祁罗孚洋行购买到一架法国制造的木壳手摇摄影机和14卷胶片，由丰泰照相馆照相技师刘仲伦负责操作机器，删去唱念，着重表演，利用日光在露天拍摄了谭鑫培表演京剧《定军山》中“请缨”“舞刀”“交锋”等场面的三个片段，成为中国最早的一部无声戏曲记录短片，谭鑫培也成为中国第一位涉足影坛的表演艺术家。 
1950年代末，曾有人对丰泰照相馆学徒刘仲明做过采访，根据他的回忆，《定军山》的拍摄情况是这样的:“廊子下借着两根大红圆柱，挂上一块白色布幔。屋内成了谭老板临时起居的地方，他的跟班、琴师、敲锣鼓家伙的，都来了。屋外院子里，那架号称‘活动箱子’的摄影机，摆在了前院后墙边。由照相技师刘仲伦担任拍照（即摄影），他是丰泰最好的照相技师了。虽然前几天练过几回，但真的上阵，仍显得有些紧张。一通锣鼓过后，布幔后闪出一个戴髯口、持大刀的古代武将来，这就是谭鑫培最拿手的《定军山》里的老黄忠，只见他配合着锣鼓点儿，一甩髯口，把刀一横，立成顶梁柱一般。就听旁边有人喊:‘快摇’，刘仲伦便使劲摇了起来，那时的胶片只有200英尺一卷，很快便摇完了，算告一段落。”
《定军山》是一部纯粹的戏曲纪录片，在当时非常符合观众的欣赏需求。影片上映后受到热烈欢迎，曾出现万人空巷盛况。对于中国的电影发展具有极其重要的开创意义。

## 疑论
关于《定军山》是否存在，其是否真的是中国第一部电影，一直存在很大争议，目前肯定一方的说法都是源自程季华主编的《中国电影发展史》的叙述，但原始资料俱已湮灭，后代学者多有企图重寻线索者，均无功而返。 
中国电影艺术研究中心副研究员黄德泉，对《定军山》的真伪做了较为详细的考证和梳理，并得出了“谭鑫培之戏曲电影《定军山》”当属误传的结论。

## 相关作品
- 2005年，为了纪念中国电影诞辰一百周年，中国电影集团公司和星美传媒集团联合出品了为《定军山》的影片，以中国第一部电影《定军山》的拍摄为背景，以刘仲伦与雅琦格格的爱情故事为主线，杜撰成份较大。影片导演安战军，编剧姜薇，主演杨立新（饰任景丰）、谭元寿（饰谭鑫培）、梁镜珂（饰雅琦格格）、郝荣光（饰刘仲伦）、吕中（饰慈禧太后）。
- 2014年中法建交50周年，赵松樵导演的《定军山》京剧动画获得第九届巴黎中国电影节最佳动画奖项。[參⁠ 5][參⁠ 6]

## 参阅
- 定军山
- 定军山之战
- 定军山 (戏剧)
- 定军山 (2005年电影)